# Identidad travesti

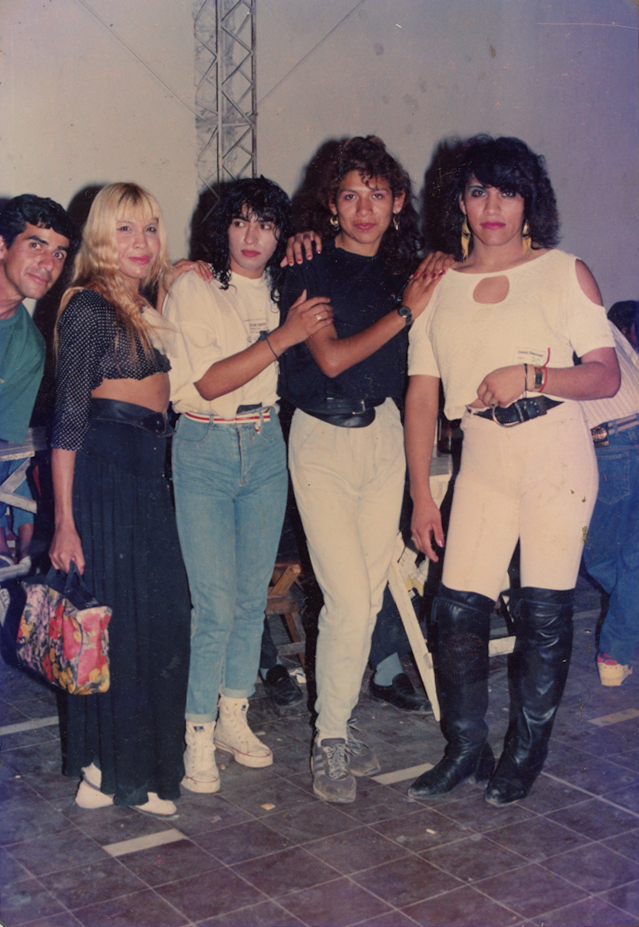
Travestis en Salta, Argentina, (1988).

La identidad travesti es una identidad de género individual y política que reivindica el derecho a autodefinirse más allá del binarismo de género hombre y mujer. Históricamente usado de manera despectiva, al igual que otros términos como trava (en Argentina) y travelo (en México), el concepto fue resignificado por la misma comunidad para buscar legitimar su identidad política.
Los estudios sobre la identidad travesti tienen una mirada crítica sobre la transexualidad que rechaza la existencia de una concordancia natural entre la genitalidad y la identidad de género, y defienden una posición política que pone el foco en el sur global para comprender la conformación de las identidades en el contexto latinoamericano.
El 2009 se estableció el «Día Internacional de la Visibilidad travesti-trans» cada 31 de marzo en varios países de América Latina.
El colectivo travesti ha sido históricamente marginado del acceso a la vivienda, la salud, la educación y el mercado laboral formal. Los crímenes de odio cometidos hacia personas travestis son conocidos como «travesticidio».

## Historia
La lucha por el reconocimiento de la identidad travesti comenzó en los años 1940 con la militancia de la activista Malva Saez, quien sufrió el exilio durante cinco dictaduras en Chile y en Argentina. Se estima que unas 400 personas de la comunidad travesti-trans fueron detenidas desaparecidas durante la última dictadura cívico-militar en Argentina.
En los años 90, surgió la agrupación Travestis Unidas, fundada por Kenny Demichelis, que se manifestaba los miércoles frente al Congreso Nacional para reclamar por los derechos de la comunidad travesti.
En 2003 el filósofo y artista peruano Giuseppe Campuzano creó el Museo Travesti del Perú, un museo itinerante que explora las posiciones transgénero como punto central y sujeto político en la historia peruana.
En el año 2009 se definió el 31 de marzo como el «Día Internacional de la Visibilidad travesti-trans». Al año siguiente, se creó en Argentina la primera área pública nacional dedicada a los asuntos de la comunidad LGBT, la Subsecretaría de Identidad de Género y Diversidad Sexual. Durante este tiempo, Lohana Berkins, Diana Sacayán y Claudia Pía Baudracco fueron activistas que abogaron por el reconocimiento de los derechos de las personas travestis en el país. En 2012, se sancionó la Ley de Identidad de Género y Atención Sanitaria Integral Trans en el mismo país.